# Lotte Neumann

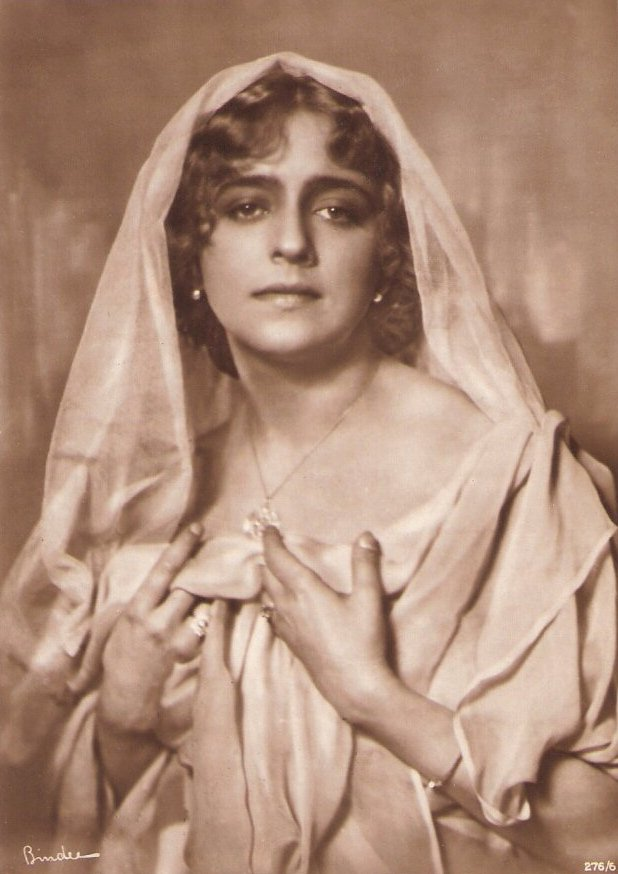
Lotte Neumann, Fotografie (um 1922) von Alexander Binder

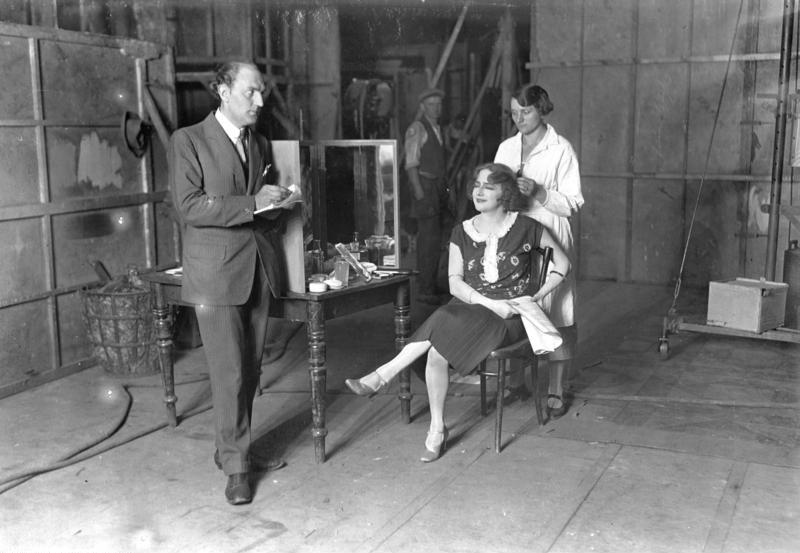
Lotte Neumann in der Garderobe, 1920

Lotte Neumann (* 5. August 1896 in Charlottenburg bei Berlin als Charlotte Margarethe Helene Diller; † 27. Februar 1977 in Gaißach) war eine deutsche Schauspielerin und Drehbuchautorin.

## Leben
Lotte Neumann wurde als uneheliche Tochter der Buchhalterin Emilie Diller geboren. Ihre Mutter heiratete 1900 den Kaufmann Gustav Neumann; die Ehe wurde 1912 wieder geschieden, aber der Nachname ihres Stiefvaters blieb ihr Künstlername.
Sie begann ihre Theaterkarriere 13-jährig als Chorsängerin an der Komischen Oper und am Komödienhaus in Berlin. 1912 erhielt sie durch Max Mack ihre erste Filmrolle.
Sie spielte kesse Gören in ernsten und heiteren Produktionen, gleichzeitig trat sie an Berliner Bühnen auf. Zwischen 1916 und 1918 versuchte sie sich auch als Schriftstellerin. Im Mai 1917 gründete ihr künstlerischer Mentor, der Regisseur und Produzent Paul von Woringen, die Lotte Neumann Filmgesellschaft m.b.H., die bis 1919 bestand. Auch während der 1920er Jahre blieb sie eine populäre Filmschauspielerin, die vornehme junge Frauen verkörperte.
Im Jahr 1927 heiratete sie den Baumeister Felix Bergmann (1875–1936). Erst während ihres langwierigen Scheidungsverfahrens, das von 1929 bis 1933 lief, beendete sie ihre Karriere als Schauspielerin. Ab 1933 arbeitete sie als Filmschriftstellerin unter dem Pseudonym C.H. Diller (für Charlotte Diller, ihren Geburtsnamen). 1935 ging sie mit dem Autor Walter Wassermann eine Berufspartnerschaft ein, die bis 1944 dauerte.
Nach Kriegsende beendete sie ihre Arbeit als Drehbuchautorin und lebte zunächst am Wohnort ihrer Mutter in Gmund am Tegernsee, danach in Gaißach, wo sie auch starb.

## Filmografie (Auswahl)

### Darstellung
- 1912: Im Übermut
- 1912: Die Launen des Schicksals
- 1913: Ketten der Vergangenheit
- 1914: Ein seltsamer Fall
- 1914: Teddy ist herzkrank
- 1914: Das Millionen-Halsband
- 1915: Kammermusik (Mitwirkung unsicher)
- 1915: Der rote Faden
- 1916: Das goldene Friedelchen
- 1916: Die Fiebersonate
- 1916: Artur Imhoff
- 1916: Mirko Pasqua
- 1916: Der schwarze Pierrot
- 1916: Jenseits der Hürde
- 1917: Lori & Co.
- 1917: Der Geigenspieler
- 1917: Der Mut zum Glück
- 1917: Die Richterin
- 1918: Die Ehe der Charlotte van Brakel
- 1918: Die Buchhalterin
- 1919: Schatten der Vergangenheit
- 1919: Das Narrenschloß
- 1919: Das Schicksal der Carola von Geldern
- 1919: Arme Thea
- 1920: Romeo und Julia im Schnee
- 1920: Die Frau im Doktorhut
- 1921: Das Abenteuer des Dr. Kircheisen
- 1921: Der ewige Kampf
- 1922: Tabea, stehe auf!
- 1922: Das Spiel mit dem Weibe
- 1923: Der Mann ohne Herz
- 1924: Der Roman der Lilian Hawley
- 1924: Die Brigantin von New York
- 1925: Die Frau für 24 Stunden
- 1926: Der gute Ruf
- 1926: Die Frau in Gold
- 1927: Der fröhliche Weinberg
- 1928: Es geht rechts – sie geht links
- 1931: Die Liebesfiliale

### Drehbuch
- 1936: Der Bettelstudent
- 1937: Menschen ohne Vaterland
- 1938: Rätsel um Beate
- 1938: Sergeant Berry
- 1939: Robert Koch, der Bekämpfer des Todes
- 1940: Friedrich Schiller – Der Triumph eines Genies
- 1940: Kora Terry
- 1942: Ein Zug fährt ab
- 1943: Altes Herz wird wieder jung
- 1944: Das Konzert
- 1944: Es lebe die Liebe
- 1953: Hochzeit auf Reisen
- 1958: Man müßte nochmal zwanzig sein (zusammen mit Kurt Nachmann)